# Жуково
Жуково (пољ. Żukowo) град је у Пољској у Војводству поморском. По подацима из 2012. године број становника у месту је био 6500.

## Становништво
| 2012. |
| ----- |
| 6.500 |